# (9184) Vasilij
(9184) Vasilij est un astéroïde de la ceinture principale.

## Description
(9184) Vasilij est un astéroïde de la ceinture principale. Il fut découvert le 2 août 1991 à La Silla par Eric Walter Elst. Il présente une orbite caractérisée par un demi-grand axe de 2,31 UA, une excentricité de 0,10 et une inclinaison de 4,8° par rapport à l'écliptique.

## Compléments